# 奥特罗德埃雷罗斯
奥特罗德埃雷罗斯，是西班牙卡斯蒂利亚-莱昂塞戈维亚省的一个市镇。 总面积44平方公里，总人口838人（2001年），人口密度19人/平方公里。